# Vela nos Jogos Olímpicos de Verão de 1948 - Firefly
As provas da classe Firefly da vela nos Jogos Olímpicos de Verão de 1948 ocorreram entre 3 e 12 de agosto daquele ano em Torbay, no condado de Devon, no sudoeste da Inglaterra. O programa compunha sete regatas. Para esta classe, houve 21 velejadores de 21 nações inscritas.

## Medalhistas
O dinamarquês Paul Elvstrøm finalizou a competição em primeiro lugar e conquistou a medalha de ouro. A prata firmou-se com o estadunidense Ralph Evans. Por fim, a medalha de bronze ficou com Koos de Jong, dos Países Baixos.
|  | DEN Dinamarca |  | USA Estados Unidos |  | NED Países Baixos |
|  | Paul Elvstrøm |  | Ralph Evans        |  | Koos de Jong      |

## Resultados
Estes foram os resultados da competição:
| Pos.              | Tripulação                     | No. | Regata I | Regata I | Regata II | Regata II | Regata III | Regata III | Regata IV | Regata IV | Regata V | Regata V | Regata VI | Regata VI | Regata VII | Regata VII | Total de pontos | Total -1 |
| Pos.              | Tripulação                     | No. | Pos.     | Pts.     | Pos.      | Pts.      | Pos.       | Pts.       | Pos.      | Pts.      | Pos.     | Pts.     | Pos.      | Pts.      | Pos.       | Pts.       | Total de pontos | Total -1 |
| ----------------- | ------------------------------ | --- | -------- | -------- | --------- | --------- | ---------- | ---------- | --------- | --------- | -------- | -------- | --------- | --------- | ---------- | ---------- | --------------- | -------- |
| Medalha de ouro   | DEN Paul Elvstrøm              | 486 | DNF      | 0        | 6         | 645       | 3          | 946        | 11        | 382       | 5        | 724      | 1         | 1423      | 1          | 1423       | 5543            | 5543     |
| Medalha de prata  | USA Ralph Evans                | 501 | 2        | 1122     | 3         | 946       | 13         | 309        | 9         | 469       | 1        | 1423     | 5         | 724       | 5          | 724        | 5717            | 5408     |
| Medalha de bronze | NED Koos de Jong               | 498 | 6        | 645      | 5         | 724       | 17         | 193        | 4         | 821       | 3        | 946      | 3         | 946       | 2          | 1122       | 5397            | 5204     |
| 4                 | SWE Rickard Sarby              | 495 | 8        | 520      | 1         | 1423      | 7          | 578        | 1         | 1423      | DSQ      | 0        | 11        | 382       | 14         | 277        | 4603            | 4603     |
| 5                 | CAN Paul McLaughlin            | 483 | 5        | 724      | 9         | 469       | 8          | 520        | 2         | 1122      | 2        | 1122     | DSQ       | 0         | 7          | 578        | 4535            | 4535     |
| 6                 | URU Felix Sienra Castellanos   | 502 | 13       | 309      | 2         | 1122      | 5          | 724        | 8         | 520       | 10       | 423      | 9         | 469       | 4          | 821        | 4388            | 4079     |
| 7                 | FRA Jean-Jacques Herbulot      | 491 | 1        | 1423     | 7         | 578       | 11         | 382        | DSQ       | 0         | 12       | 344      | 2         | 1122      | 16         | 219        | 4068            | 4068     |
| 8                 | BEL Pierre Van Der Haeghen     | 485 | 3        | 946      | 14        | 277       | 15         | 247        | 5         | 724       | 6        | 645      | 4         | 821       | 15         | 247        | 3907            | 3660     |
| 9                 | GBR Arthur McDonald            | 503 | 10       | 423      | 4         | 821       | 18         | 168        | 3         | 946       | 7        | 578      | 8         | 520       | DNF        | 0          | 3456            | 3456     |
| 10                | SUI Alfons Oswald              | 494 | 14       | 277      | 17        | 193       | 1          | 1423       | 17        | 193       | 18       | 168      | 13        | 309       | 8          | 520        | 3083            | 2915     |
| 11                | BRA Wolfgang Richter           | 498 | 7        | 578      | DNF       | 0         | 6          | 645        | 19        | 144       | 4        | 821      | 15        | 247       | 9          | 469        | 2904            | 2904     |
| 12                | NOR Morits Skaugen             | 492 | 19       | 144      | 13        | 309       | 9          | 469        | 13        | 309       | 14       | 277      | 7         | 578       | 3          | 946        | 3032            | 2888     |
| 13                | POR João Tito                  | 500 | 15       | 247      | 10        | 423       | 10         | 423        | 7         | 578       | 8        | 520      | 14        | 277       | 11         | 382        | 2850            | 2603     |
| 14                | ITA Livio Spanghero            | 497 | 17       | 193      | 15        | 247       | 4          | 821        | 10        | 423       | 11       | 382      | 17        | 193       | 12         | 344        | 2603            | 2410     |
| 15                | FIN Erik Palmgreen             | 481 | 11       | 382      | DNF       | 0         | 2          | 1122       | DNF       | 0         | 15       | 247      | 6         | 645       | DNF        | 0          | 2396            | 2396     |
| 16                | IRL Jimmy Mooney               | 493 | 4        | 821      | 8         | 520       | 14         | 277        | 15        | 247       | 13       | 309      | 18        | 168       | DNF        | 0          | 2342            | 2342     |
| 17                | ARG Jorge Brauer               | 496 | 16       | 219      | DNF       | 0         | 12         | 344        | 6         | 645       | DNF      | 0        | 10        | 423       | 6          | 645        | 2276            | 2276     |
| 18                | AUS Robert French              | 490 | 18       | 168      | 11        | 382       | 19         | 144        | 16        | 219       | 9        | 469      | 12        | 344       | 10         | 423        | 2149            | 2005     |
| 19                | ESP Juan Manuel Alonso-Allende | 484 | 9        | 469      | 12        | 344       | 16         | 219        | 12        | 344       | 19       | 144      | DNF       | 0         | 13         | 309        | 1829            | 1829     |
| 20                | RSA Herbert McWilliams         | 487 | 12       | 344      | 16        | 219       | DNF        | 0          | 14        | 277       | 16       | 219      | 16        | 219       | DNF        | 0          | 1278            | 1278     |
| 21                | AUT Harald von Musil           | 499 | 20       | 122      | DNF       | 0         | DNF        | 0          | 18        | 168       | 17       | 193      | 19        | 144       | DNF        | 0          | 627             | 627      |

### Classificação diária

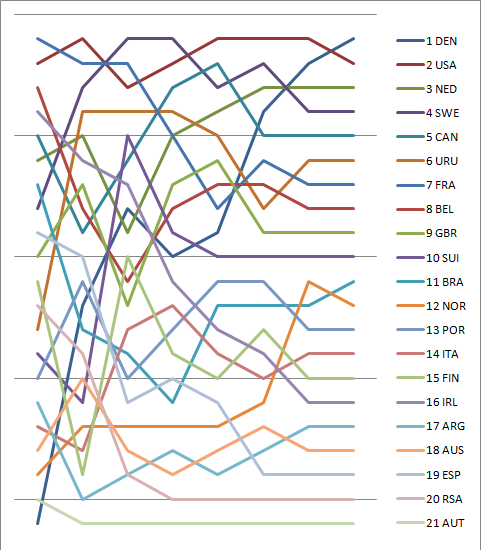
Gráfico mostrando a classificação diária na classe.